# Фондо Вале Аленто (Кјети)
Фондо Вале Аленто (итал. Fondo Valle Alento) је насеље у Италији у округу Кјети, региону Абруцо.
Према процени из 2011. у насељу је живело 332 становника. Насеље се налази на надморској висини од 28 м.